# Zierer
Zierer Karussell- und Spezialmaschinenbau GmbH est une entreprise allemande spécialisée dans la conception et la construction de montagnes russes et attractions destinées aux parcs d'attractions et fêtes foraines. Créée en 1930, elle propose essentiellement des gammes de produits destinées à un public familial mais a développé récemment plusieurs attractions à sensations fortes.
Son siège social se situe à Deggendorf et elle est la propriété de Streicher Group, un groupe industriel spécialisé dans le génie civil et la construction. Elle emploie environ 80 employés à tous les niveaux, de la conception à la chaine de fabrication.
L'un des produits les plus connus de cette société est la gamme Tivoli : en concevant un produit familial et relativement simple de fonctionnement (un seul train, pas d'aiguillage donc moins de contraintes de sécurité), sur un petit circuit parcouru généralement plusieurs fois, Zierer a réussi à convaincre nombre de parcs d'attractions et à se faire une place sur le marché des attractions.

## Montagnes russes

### Quelques réalisations
- Autosled à Galaxyland  Canada
- Crossbow à Bowcraft Amusement Park  États-Unis
- Jaguar! à Knott's Berry Farm  États-Unis
- Brain Teaser à Six Flags Darien Lake  États-Unis
- Pepsi Orange Streak Roller Coaster à Nickelodeon Universe  États-Unis
- Shamu Express à SeaWorld Orlando  États-Unis
- Wicked à Lagoon  États-Unis
- Le Vol d’Icare au parc Astérix  France
- Huracan à Bellewaerde Park  Belgique
- Kikker-8-Baan à Duinrell  Pays-Bas
- coccinelle à Walibi Belgium  Belgique
- coccinelle à Bellewaerde Park  Belgique
- Rasender Tausendfüßler à Erlebnispark Tripsdrill  Allemagne
- Viktor's Race à Plopsaland De Panne  Belgique
- Blackbeard's Lost Treasure Train à Six Flags Great Adventure  États-Unis
- Catwoman's Whip à Six Flags New England  États-Unis
- Cobra à Six Flags Discovery Kingdom  États-Unis
- Rattle Snake à Walibi Holland  Pays-Bas
- coccinelle à Walibi Rhône-Alpes  France
- coccinelle à Walygator Sud-Ouest  France
- Marienkäferbahn à Fort Fun Abenteuerland  Allemagne
- Rabalder à Liseberg  Suède
- Karavanen aux jardins de Tivoli  Danemark
- De donderstenen à Avonturenpark Hellendoorn  Pays-Bas
- De piratenbahn à Plopsa Indoor Coevorden  Pays-Bas
- Rattlesnake à Pleasurewood Hills  Royaume-Uni

## flat rides

### Jet Skis

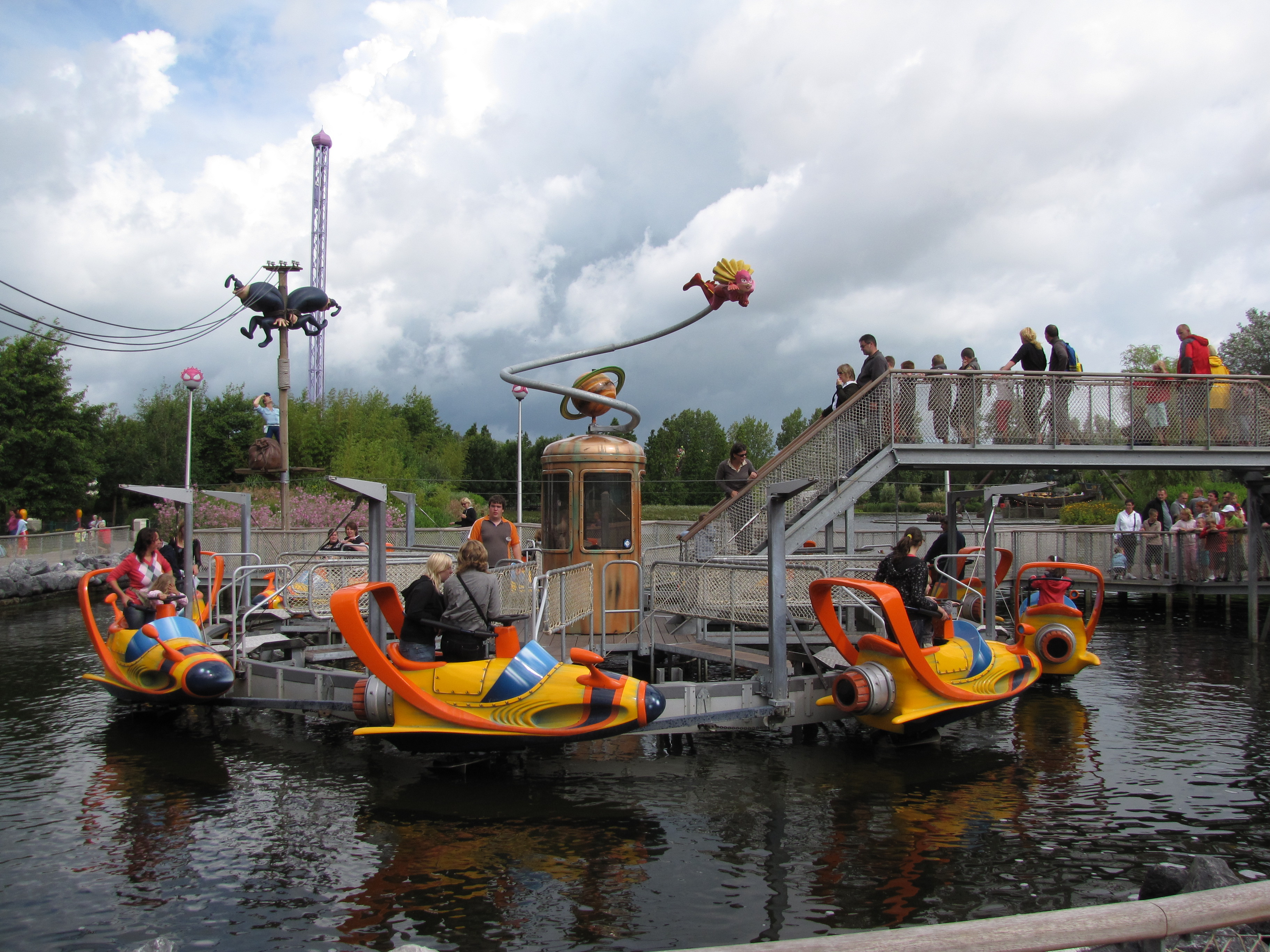
Mega Mindy Jetski à Plopsaland De Panne.

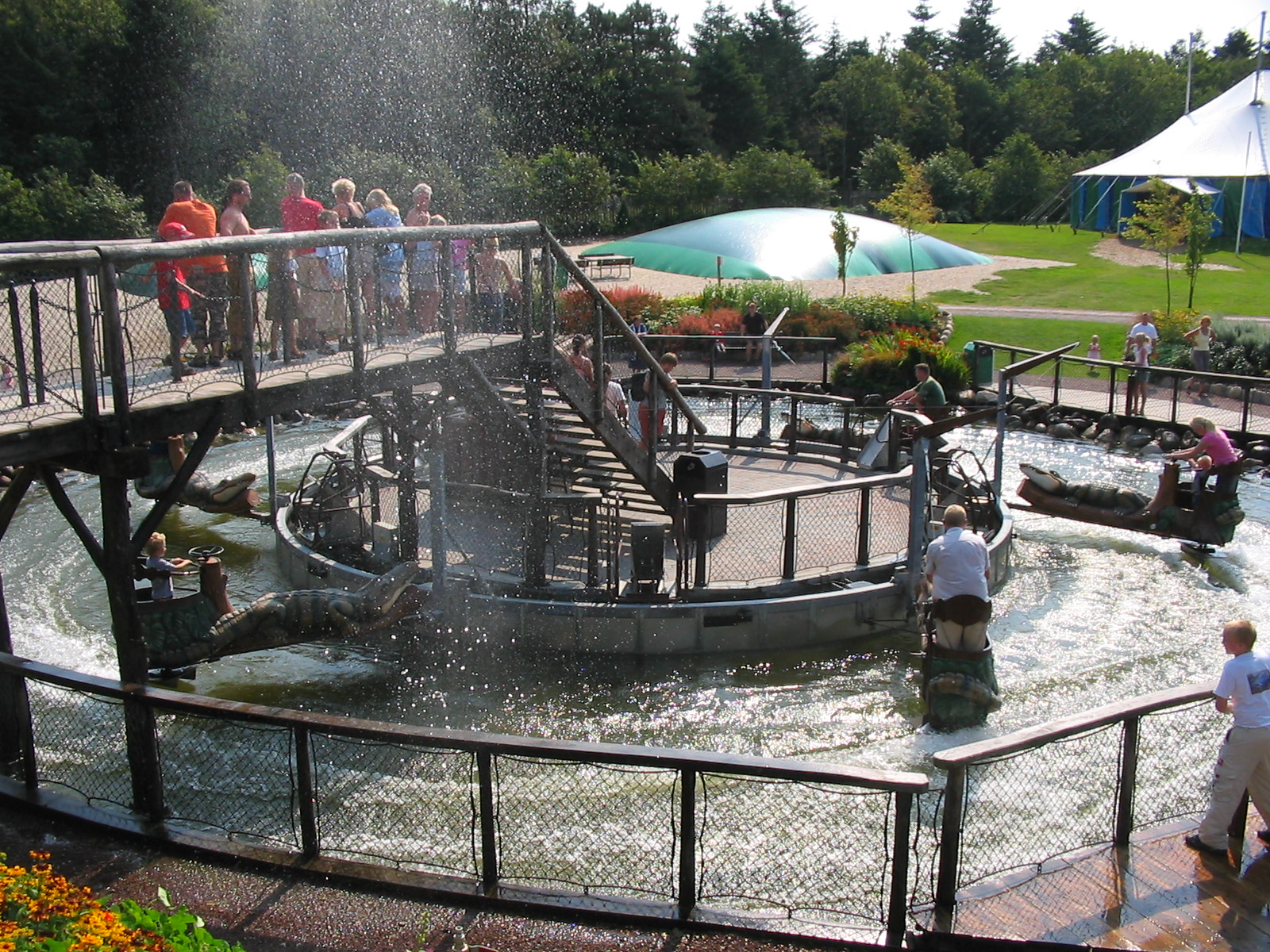
Krokodille racer à Jesperhus.

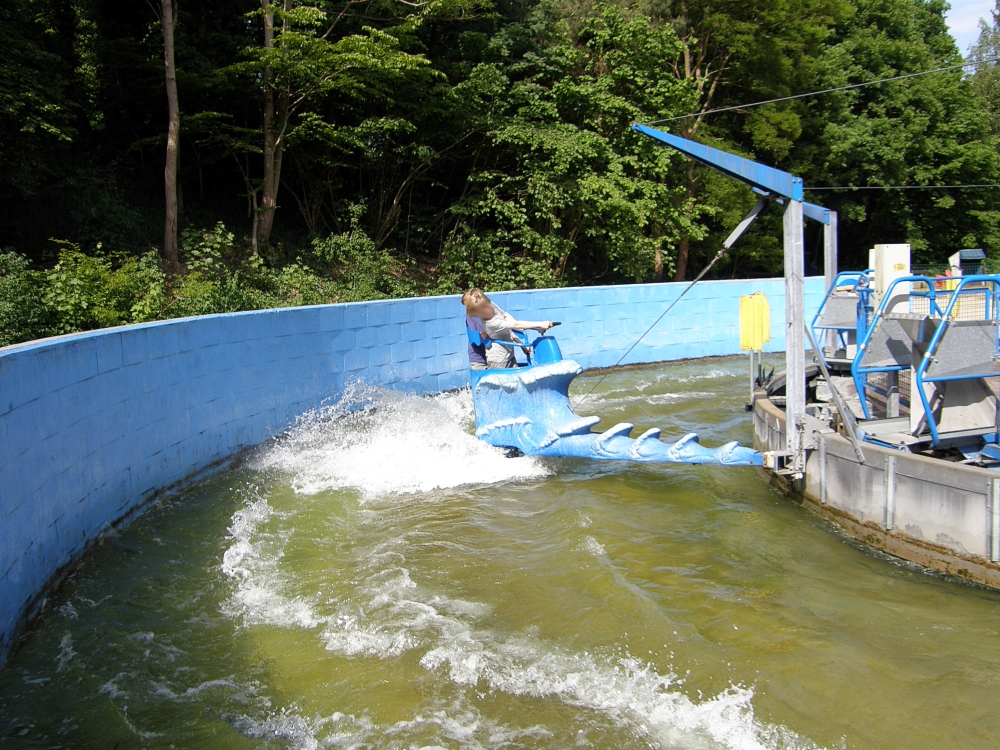
Jet Skis à Wingster Sport und Freizeitpart.

Le concept de l'attraction Jet Skis a été développé par Zierer à la fin des années 1990.
Son principe est assez simple. Une plateforme rotative est installée au centre d'un bassin d'eau. En bordure de celle-ci sont fixés des perches prolongées à leur extrémité par une nacelle où jusqu'à deux personnes prennent place debout. Lors de la mise en route du manège, la combinaison de la rotation de l'axe et de la force centrifuge déplace chaque nacelle au centre du bassin. Chaque passager peut alors zigzaguer à gauche ou à droite grâce à un volant relié à un safran placé dessous. L'expérience donne alors la sensation de surfer sur l'eau comme si on était installé sur un jetski.
Au niveau technique, l'attraction existe en version à 6 ou 9 nacelles pour un diamètre moyen d'environ 19 mètres. Les visiteurs embarquent par le centre de la plateforme via une passerelle installée par-dessus l'eau. La capacité de l'attraction étant assez faible, certains parcs d'attractions (comme ceux du groupe Legoland) ont acheté deux exemplaires regroupés dans un grand bassin.
Le modèle Jet Ski est un peu revenu à la mode depuis 2007, probablement car leur structure est désormais plus légère et moderne que les versions antérieures. Voici une liste (non exhaustive) des exemplaires construits, pour la plupart en Europe et en Allemagne.
| Nom                            | Parc                           | Pays                | Année       |
| ------------------------------ | ------------------------------ | ------------------- | ----------- |
| nom inconnu                    | Walibi Rhône-Alpes             | France              | 2023        |
| Alligator Island               | OK Corral                      | France              | 2014        |
| Aquazone Wave Racers           | Legoland California            | États-Unis          | 1999        |
| Aquazone Wave Racers           | Legoland Florida               | États-Unis          | 2011        |
| Beach Rescue                   | Holiday Park                   | Allemagne           | 2017        |
| Crocodile Ride                 | Safariland Stukenbrock         | Allemagne           | 1998        |
| Crocodile Run                  | Adventureland                  | États-Unis          | 2004 - 2019 |
| Das Nilpferd in der Wasserbahn | Ravensburger Spieleland        | Allemagne           | 2002        |
| Dillen                         | Bakken                         | Danemark            | ? - 2020    |
| Ile aux Pieuvres (l')          | Fraispertuis-City              | France              | 2019        |
| Jet Ski                        | Nagashima Spa Land             | Japon               |             |
| Jungle Racers                  | Legoland Billund               | Danemark            | 2000        |
| Krokodiljagd                   | Familienland Pillerseetal      | Autriche            |             |
| Krokodille racer               | Jesperhus                      | Danemark            |             |
| Magic Fish                     | PortAventura Park              | Espagne             | 2011        |
| Mega Mindy Jetski              | Plopsaland De Panne            | Belgique            | 2008        |
| Pier Patrol - Jet Ski Ride     | Movie Park Germany             | Allemagne           | 2007        |
| Poseidons Flotte               | Belantis                       | Allemagne           | 2007        |
| Real Snack Jetski              | PowerPark                      | Finlande            | 2013        |
| Sauvetage Academy              | Futuroscope                    | France              | 2019        |
| Sea Plane                      | Happy Valley Shanghai          | Chine               |             |
| Wasserläufer                   | Potts Park                     | Allemagne           | 1996        |
| Wasserrondell                  | Erse Park Uetze                | Allemagne           |             |
| Wasserski Rondel               | Taunus Wunderland              | Allemagne           |             |
| Wave Racers                    | Legoland Dubai                 | Émirats arabes unis | 2016        |
| Wave Surfer                    | Legoland Windsor               | Royaume-Uni         | 2000        |
| Wildwasser-Rondell             | Wild- und Freizeitpark Klotten | Allemagne           |             |
| Wildwasser-Rondell             | Tier- und Freizeitpark Thüle   | Allemagne           | 1999        |
| Wellenreiter                   | Legoland Deutschland           | Allemagne           | 2002        |

### Kontiki
Produit concurrent du Rockin' Tug de Zamperla, le Kontiki s'inspire du classique bateau à bascule. Le concept est le même que le fabricant italien: la structure de balancier est remplacée pour une rampe motorisée, et la nacelle effectue un mouvement circulaire. Cette dernière peut être décorée en fonction des acheteurs.
Trois versions différentes sont proposées:
- Kontinki : 15 mètres de long, 9 mètres de large, 5,7 mètres de haut, nacelle de 24 personnes ;
- Kontiki L : 19 mètres de long, 11,5 mètres de large, 6,5 mètres de haut, nacelle de 24 personnes ;
- Kontiki XL : 19 mètres de long, 11,5 mètres de large, 6,5 mètres de haut, nacelle de 40 personnes.

La compagnie n'est pas leader sur ce marché. En Europe, on trouve des exemplaires de Kontiki à Fort Fun Abenteuerland ( Allemagne), à Holiday Park ( Allemagne), à Plopsaland De Panne ( Belgique) dans les deux parcs Plopsa Indoor Hasselt ( Belgique) et Plopsa Indoor Coevorden ( Pays-Bas) ainsi qu'à Toverland ( Pays-Bas).